# Eduard Hempel
Eduard Hempel (Pirna, 6 juni 1887 - Gundelfingen, 12 november 1972) was tussen 1937 en 1945 de nazi-Duitse gezant in Ierland. Hij was gestationeerd in de hoofdstad Dublin. De periode waarin hij deze functie uitoefende viel grotendeels samen met de eerste jaren waarin in Ierland de Noodtoestand gold en de Emergency Powers Act, 1939 van kracht was.
Het Ierse ministerie van Buitenlandse Zaken wilde eigenlijk niet iemand met een nazi-achtergrond als gezant. Dit probleem zou van Duitse zijde zijn opgelost doordat men Hempel pas een jaar na zijn aantreden als ambassadeur een Nationaalsocialistische Duitse Arbeiderspartij-kaart gaf. Op Hempels kaart staat de datum 1 juli 1938.
Tijdens zijn acht jaar dienst zond Hempel via de telegraaf en korte golf (dit laatste totdat de radiozender van de Duitse ambassade in december 1943 in beslag werd genomen, wat gebeurde op aandringen van de Verenigde Staten) duizenden berichten met voor nazi-Duitsland belangrijke informatie naar Berlijn. Dit waren bijvoorbeeld weerberichten en informatie over het effect van de aanvallen van de Luftwaffe op Groot-Brittannië. Er gaan geruchten dat de Raid op Dieppe zou zijn mislukt doordat Hempel de positie van Canadese troepen aan de zuidkust van Groot-Brittannië had doorgegeven. Ook wordt beweerd dat Hempel zelfs zonder radiozender het landen van geallieerde parachutisten bij Arnhem in september 1944 tijdens Operatie Market Garden zou hebben weten te hinderen.
Hempel is vooral bekend geworden vanwege een incident op 2 mei 1945. In zijn huis in Dún Laoghaire werd hij opgezocht door Éamon de Valera en Joe Walshe die vanwege de dood van Adolf Hitler hun condoleances aan Duitsland kwamen overbrengen, waarna hij handenwringend reageerde. Achteraf verklaarde zijn vrouw Eva dat Hempel het handenwringen niet uit emotie had gedaan, maar vanwege eczeem. Volgens officiële documenten is Hempel de dag daarna ook nog opgezocht door de Ierse president, Douglas Hyde.
Hempel keerde in 1949 naar Duitsland terug.